# Los Angeles Times
A Los Angeles Times (rövidítve: LA Times) amerikai napilap. 1881-ben Los Angelesben kezdték meg a kiadását, mára a város egyik külvárosában, El Segundóban üzemel. Az ötödik legnagyobb példányszámú újság az Egyesült Államokban, és a legnagyobb amerikai újság, amelynek székhelye nem a keleti parton van. A lap az Amerikai Egyesült Államok nyugati partját érintő kérdésekkel foglalkozik főképpen, mint például a bevándorlási tendenciák és a természeti katasztrófák. Ezen problémák és más témák színvonalas feldolgozáséért a lap több mint negyven alkalommal nyert Pulitzer-díjat.

## Története

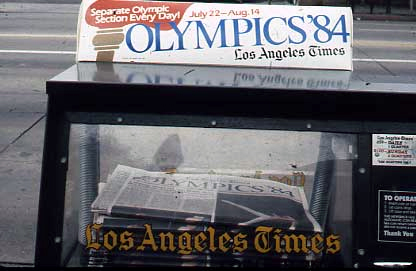
Újságautomata az 1984-es Los Angeles-i olimpia idején

1881. december 4-én jelent meg először Los Angeles Daily Times néven. Működése kezdetben sikertelen volt; az alapítók már rögtön a következő évben komoly pénzügy problémákkal küszködtek. A lapot az azt kiadó nyomda örökölte meg. A cég Harrison Gray Otis egykori katonatisztet alkalmazta szerkesztőként, aki hamar jelentős pénzügyi sikereket ért el és nyereségessé tette az újságot.
1886 októberében a „Daily” szó eltávolításra került a lap nevéből, innentől viseli a jellegzetes Los Angeles Times nevet.
2018-tól a Los Angeles egyik külvárosban, El Segundóban található a székhelye, nem messze a Los Angeles-i nemzetközi repülőtértől.

## Pulitzer-díjak
A Los Angeles Times 41 Pulitzer-díjat nyert története során, ezzel kiemelkedő szereplő az amerikai sajtótörténetben.
- 1984-ben megkapta a közszolgálatért járó Pulitzer-díjat a Latinos című újságsorozatért.
- Jim Murray, a Los Angeles Times sportújságírója 1990-ben Pulitzer-díjat kapott.
- Az újság két oknyomozó újságírója, Chuck Philips és Michael Hiltzik 1999-ben elnyerték a Pulitzer-díjat a zeneipar korrupt oldalát felfedő cikksorozatukért.
- David Willman, a lap újságírója 2001-ben elnyerte az oknyomozó riportokért járó Pulitzer-díjat a Élelmiszer- és Gyógyszerügyi Hivatal által hibásan engedélyezett, veszélyes gyógyszerek feltáráséért. 2004-ben a lap öt díjat nyert, ami a harmadik legtöbb díjat jelenti egy év alatt (a 2002-es The New York Times (7) és a 2008-as The Washington Post (6) után).
- A Los Angeles Times riporterei, Bettina Boxall és Julie Cart 2009-ben Pulitzer-díjat nyertek az erdőtüzekkel foglalkozó újságírói munkájukért.
- 2011-ben az újság fotóriportere, Barbara Davidson elnyerte a Pulitzer-díjat a város bandaháborúinak áldozatainak sorsát bemutató fotóriportjával.
- 2016-ban a lap Pulitzer-díjat nyert a kaliforniai San Bernardinóban történt lövöldözésről szóló tudósításáért.
- 2019-ben a Los Angeles Times három riportere – Harriet Ryan, Matt Hamilton és Paul Pringle – Pulitzer-díjat nyert a Dél-kaliforniai Egyetemen történt bántalmazásokról szóló cikksorozatukkal.

## Fordítás
- Ez a szócikk részben vagy egészben  a   Los Angeles Times című angol Wikipédia-szócikk ezen változatának fordításán alapul.  Az eredeti cikk szerkesztőit annak laptörténete sorolja fel. Ez a jelzés csupán a megfogalmazás eredetét és a szerzői jogokat jelzi, nem szolgál a cikkben szereplő információk forrásmegjelöléseként.